# Loggia dei Lanzi
A Loggia dei Lanzi vagy Loggia della Signoria a firenzei Piazza della Signoria egyik legszebb épülete, egy közel négy emelet magas árkádos csarnok, a világörökség része 1982 óta.

## Története
A Loggia dei Lanzi késő gótikus-kora reneszánsz átmeneti stílusban épült 1376–82 között, Benci di Cione és Simone di Francesco Talenti irányításával, állítólag Orcagna tervei szerint. Eredeti neve Loggia dei Priori vagy della Signoria volt, csak a nagyhercegség idején kapta jelenlegi nevét a német lándzsásokról (Landsknecht = lándzsások), akik itt teljesítettek szolgálatot.

## Leírása
A loggia oszlopait félkörívek kötik össze, amik már a gótika végét jelzik.
Az oszlopkötegek feletti domborművek, a Hit, Remény, Szeretet, Mértékletesség és Erő jelképei, Giovanni d'Ambrogio és Jacopo di Pietro művei. A középső árkád alatti lépcső két oldalán egy-egy oroszlánszobor áll; a jobb oldali antik, a bal oldalit ennek mintájára készítette Flaminio Vacca, 1600-ban. Az oroszlánoktól jobbra és balra is egy-egy szobor áll a tér vonalában. Baloldalt Benvenuto Cellini 1553-ban készült főműve, a világhírű Perszeusz: ruhátlanul jobb kezében kivont karddal ábrázolja a mondabeli görög hőst, amint bal kezében felmutatja a mindenkit kővé dermesztő Medúza levágott fejét. A szobor talapzatának négy figurája is a görög-római mitológia négy istenalakja. A talapzat alján levő dombormű ugyancsak Perszeuszt ábrázolja, amint Andromédát megszabadítja a tengeri szörnytől. Napjainkban a szobor másolata díszíti a loggiát, az eredeti a Bargellóban van kiállítva.
A jobb oldali márvány szoborcsoport, a Szabin nők elrablása, Giambologna alkotása, 1583-ból.
Középen az árkádok alatt a kétalakos márvány szoborcsoport ugyancsak a görög mitológiából vette témáját: Menelaoszt ábrázolja, amint megmenti Patroklosz holttestét. Egy i. e. 4. századi görög szobor római kori másolata, erősen kiegészítve. A háromszögletű keretbe foglalható kompozíció szolgált nyilván példaképül Pio Fedi olasz szobrásznak, aki Polükszénia elrablását mintázta meg (1866).
Ugyancsak Giambologna műve a Héraklészt és Nesszosz kentaurt ábrázoló márvány szoborcsoport.

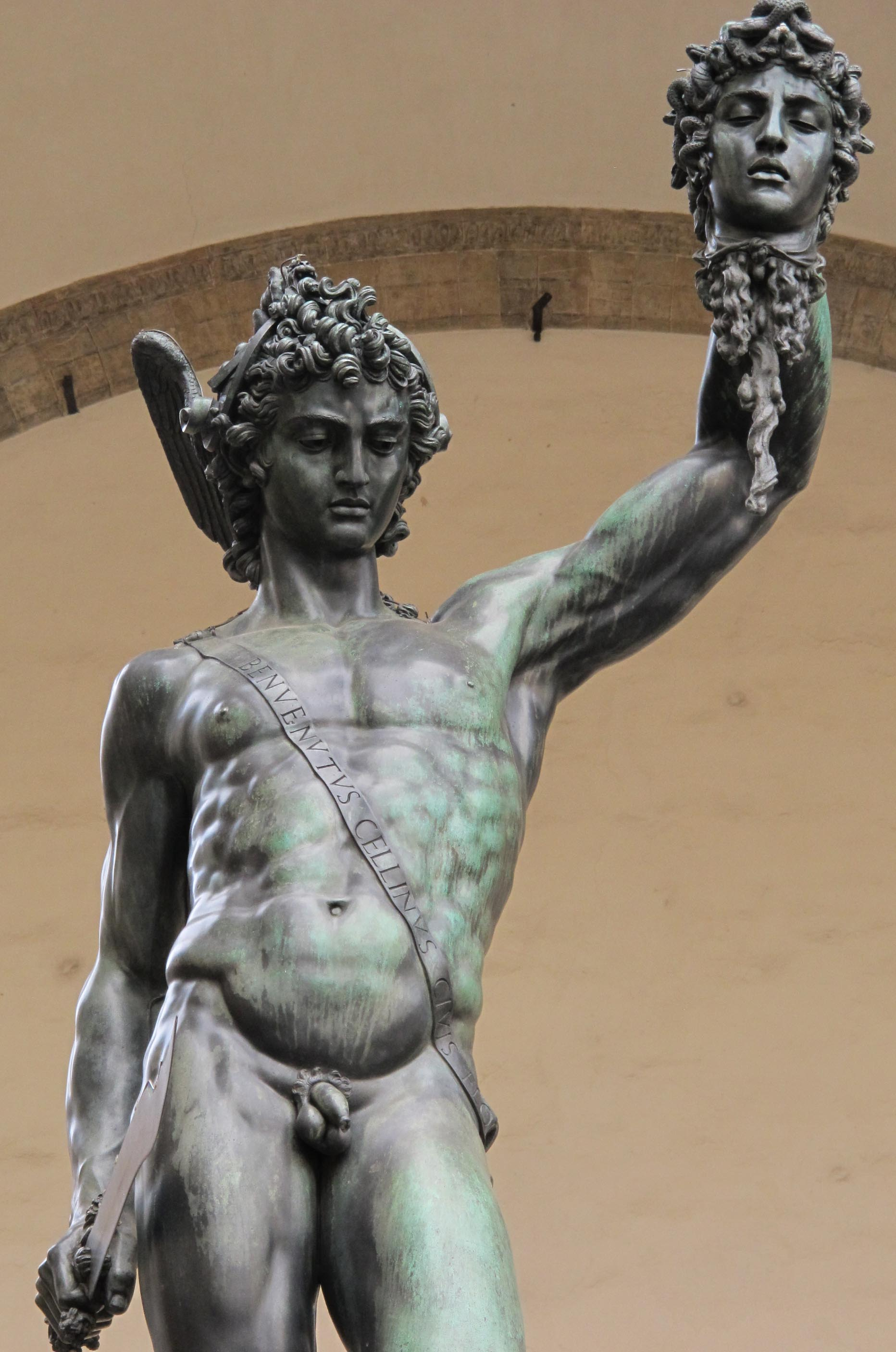
Benvenuto Cellini: Perszeusz
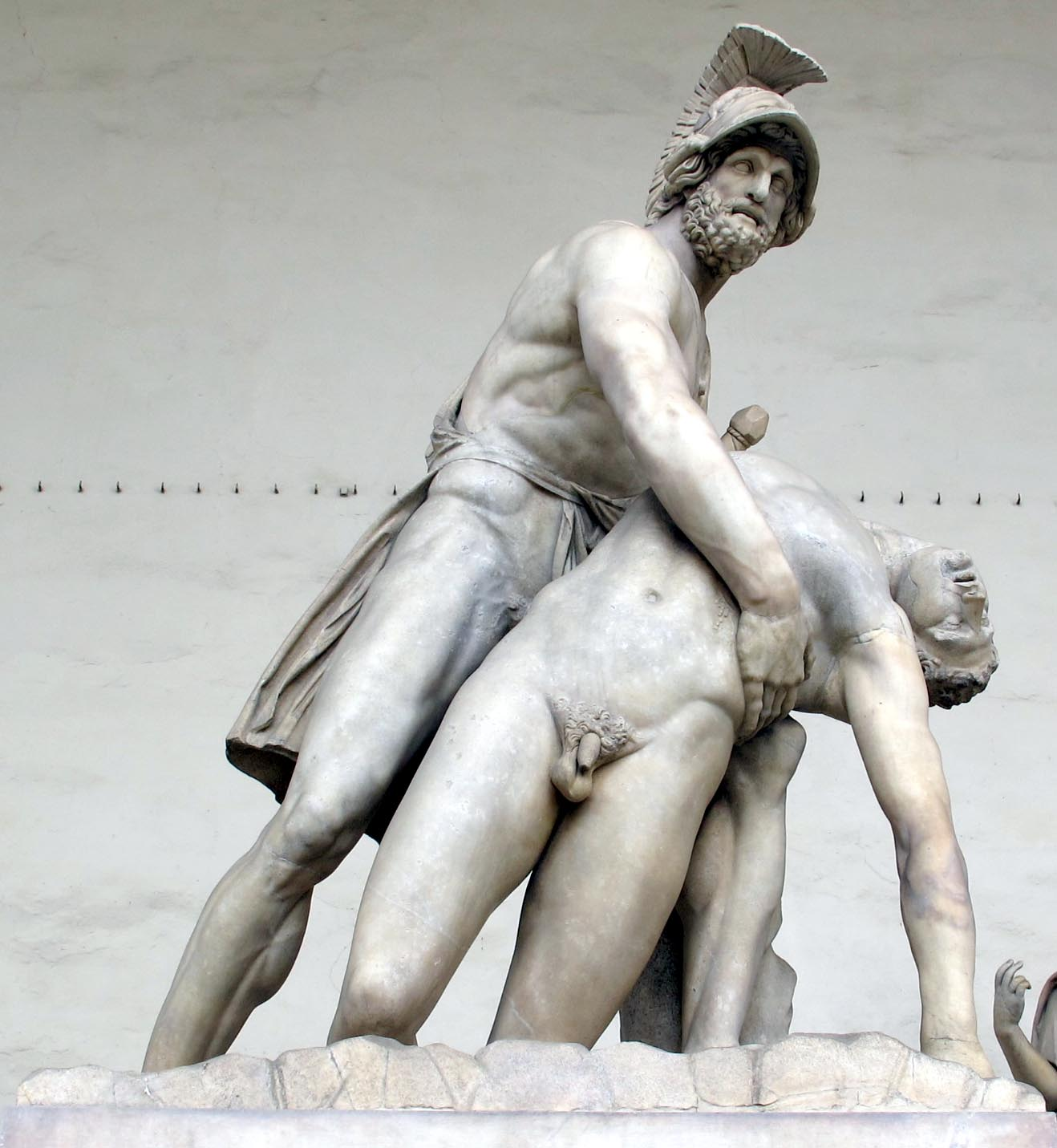
Meneláosz és Patroklosz
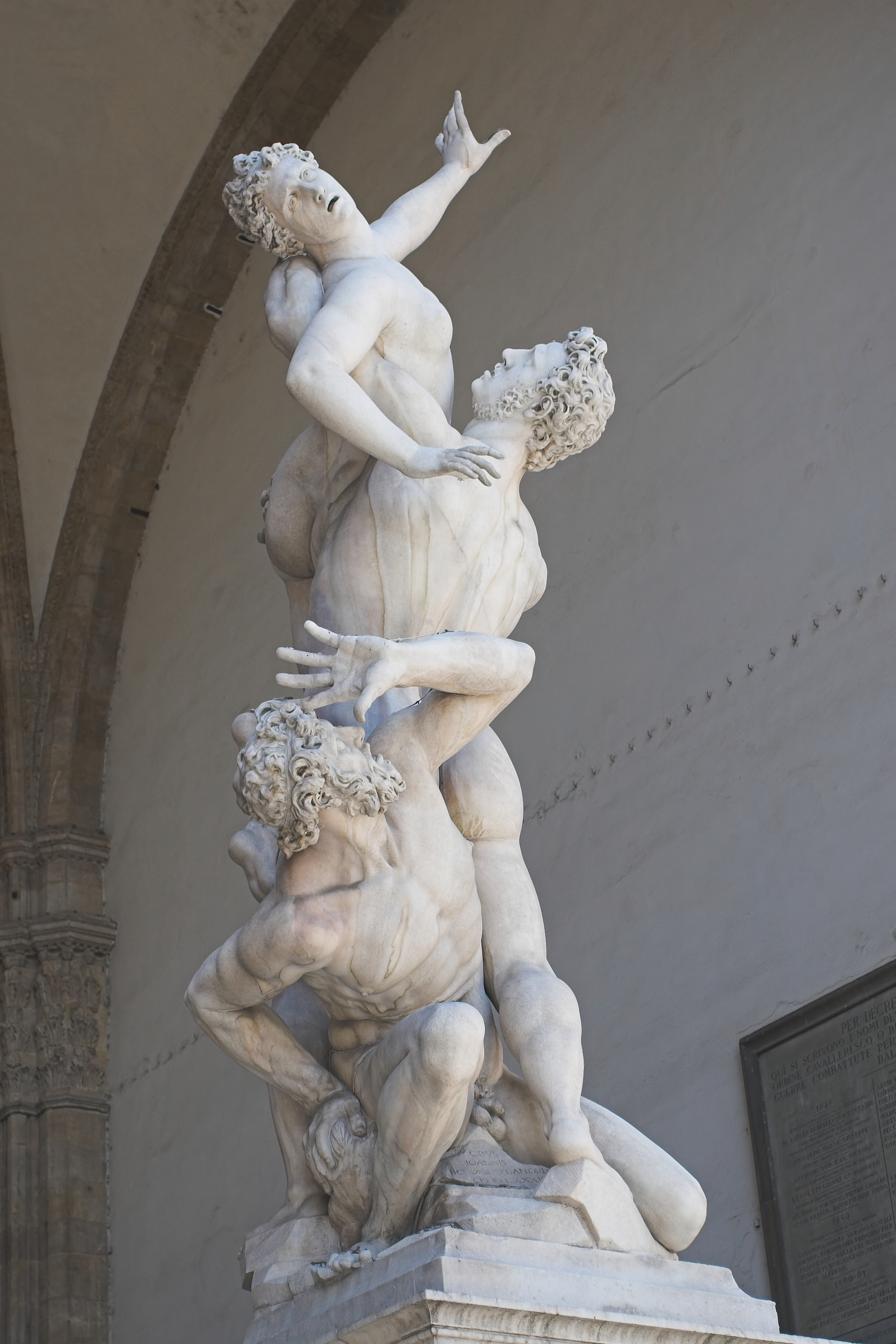
Giambologna: A szabin nők elrablása
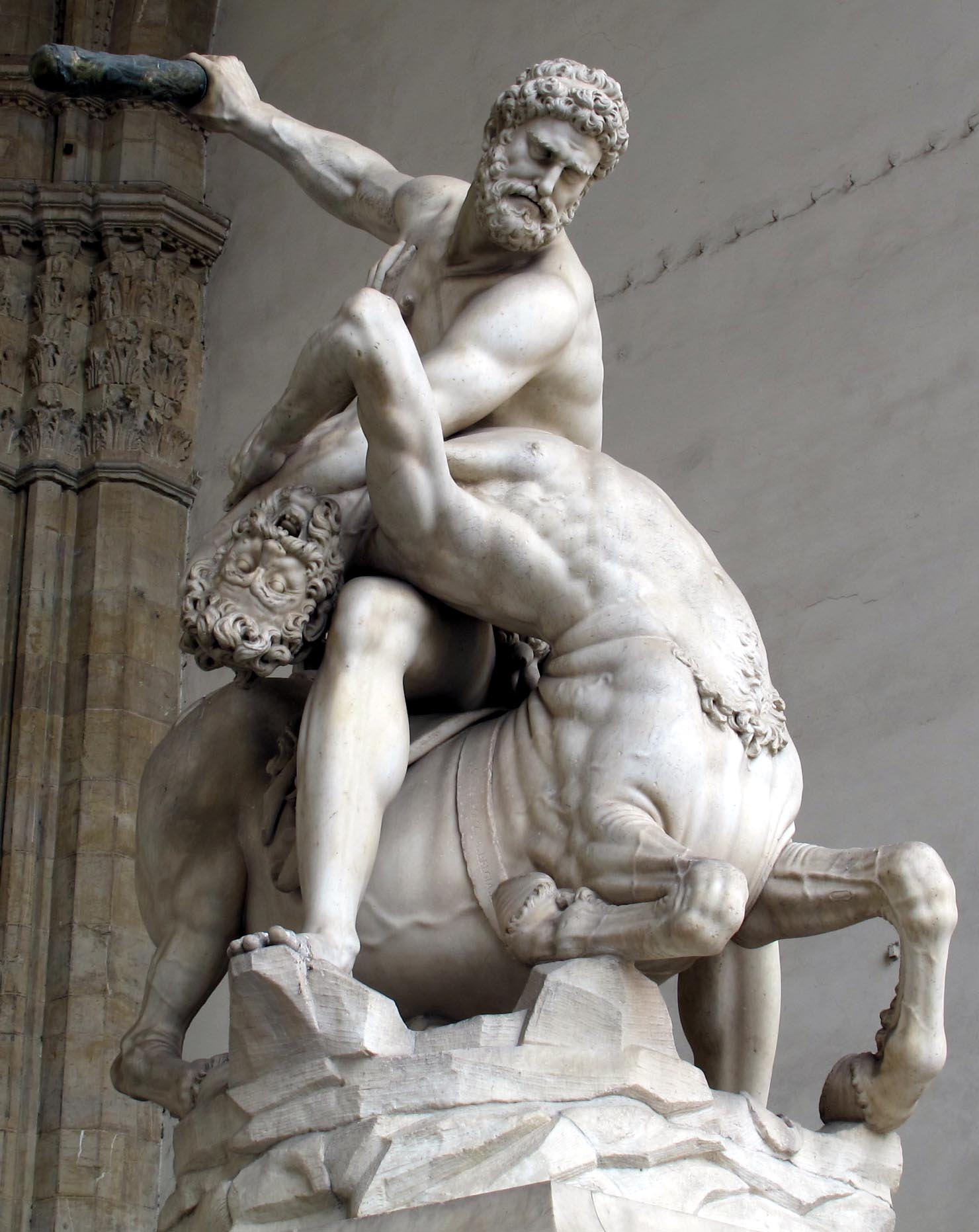
Giambologna: Herkules és Nessus

## Lásd még
- Firenze történelmi központja
- Odeon tér (München)